# Marilú Elízaga
María Luisa Pérez-Caballero y Moltó (España, 1923-España, 1995), comúnmente conocida por su nombre artístico Marilú Elízaga, fue una actriz española de teatro, televisión y cine que desarrolló su carrera en México.
En 1958 fue nominada al premio Ariel a mejor actriz por la película La culta dama (1957), dirigida por Rogelio A. González.

## Biografía
Nació en 1923 en España, pronto se trasladó a Ciudad de México y dedicó muchos años de su vida a esta ciudad. Al principio fue actriz de teatro, y debutó en el cine en 1957. En total, hasta 1988, protagonizó 11 películas y series de televisión. La actriz se convirtió en una famosa actriz de teatro mexicana, y también interpretó buenos papeles en películas y series de televisión. En 1979, fue invitada por el productor Valentín Pimstein para protagonizar la serie de televisión de culto Los ricos también lloran, donde interpretó el papel de Doña Elena Salvatierra en reemplazo de la despedida Alicia Rodríguez, pero la actriz no ganó tanta popularidad entre los espectadores como su predecesora. Tras rodar la serie de televisión La trampa, en 1988, debido a su salud, abandonó el cine y se trasladó a su tierra natal, España. Murió en 1995 en España a la edad de 72 años.

## Filmografía

### Cine
- La culta dama (1957)
- El derecho de nacer (1966): Doña Clemencia.

### Telenovelas
- Las momias de Guanajuato (1962-1963)
- Los Caudillos (1968): Doña Camila.
- Sin palabras (1969): María.
- Los miserables (1973): Srta. Gillenormand.
- Lo imperdonable (1975): Sofía Álvarez del Castillo Vda. de Fonseca.
- Mamá Campanita (1978): Doña Irene.
- Los ricos también lloran (1979-1980): Elena de Salvatierra (#2).